# Agriculteur
 (avril 2021).
Un agriculteur ou une agricultrice est une personne qui procède professionnellement ou non à la mise en culture de la terre ou à l'élevage d'animaux. En France, c'est le terme généralement retenu (avec exploitant agricole) par les administrations pour désigner les professionnels exerçant à leur compte en agriculture, de préférence à paysan, à connotation sociologique ou en lien avec des agricultures d'autres pays.
L'agriculteur peut disposer de ses propres parcelles de terres. Il peut, en fonction de l'importance de leurs surfaces, employer des ouvriers agricoles que ce soit de façon permanente ou saisonnière. S'il n'est pas propriétaire des terres qu'il travaille, on dit qu'il occupe des terres mises à disposition (en fermage, métayage, par contrat de culture). En plus de travailler la terre et d'élever, il peut avoir des compétences diverses (mécanique, gestion, comptabilité et soin des bêtes).

## Étymologie et terminologie
Le mot « agriculteur » est un emprunt au latin « agricola », de même sens que le mot français .
Au sens strict, un agriculteur ou une agricultrice est ainsi une personne qui cultive la terre. Cependant, le terme est aussi utilisé pour désigner celles qui pratiquent l'élevage. La distinction entre les deux activités peut être faite et employant les mots éleveur (éleveuse au féminin) et cultivateur (cultivatrice). Pour les exploitations mixtes, dites de polyculture-élevage, on parle d'agriculteur-éleveur, ces mots étant de plus en plus associés à l'agriculture durable aujourd'hui.
Fermier a aussi pris le sens d'agriculteur (peut-être sous l'influence de l'anglais farmer).
Il existe aussi des distinctions d'ordre sociologique :
- Paysan : l'accent est mis sur l'appartenance à un terroir. Paysan était souvent connoté péjorativement jusque dans les années 1960, il est depuis revendiqué comme une distinction essentielle par une partie des agriculteurs (agriculture paysanne)
- Agriculteur, cultivateur : l'accent est mis sur le processus technique
- Planteur: agriculteur cultivant des espèces qui étaient, au moins à l'origine plantées plutôt que semées, et destinées à l'industrie ou au commerce à grande échelle : bananes, tabac, betteraves à sucre
- Exploitant agricole : l'aspect capacité gestionnaire est privilégié
- Gentleman farmer (surtout au Royaume-Uni) : l'accent est mis sur l'agrément ou la passion.

## Histoire

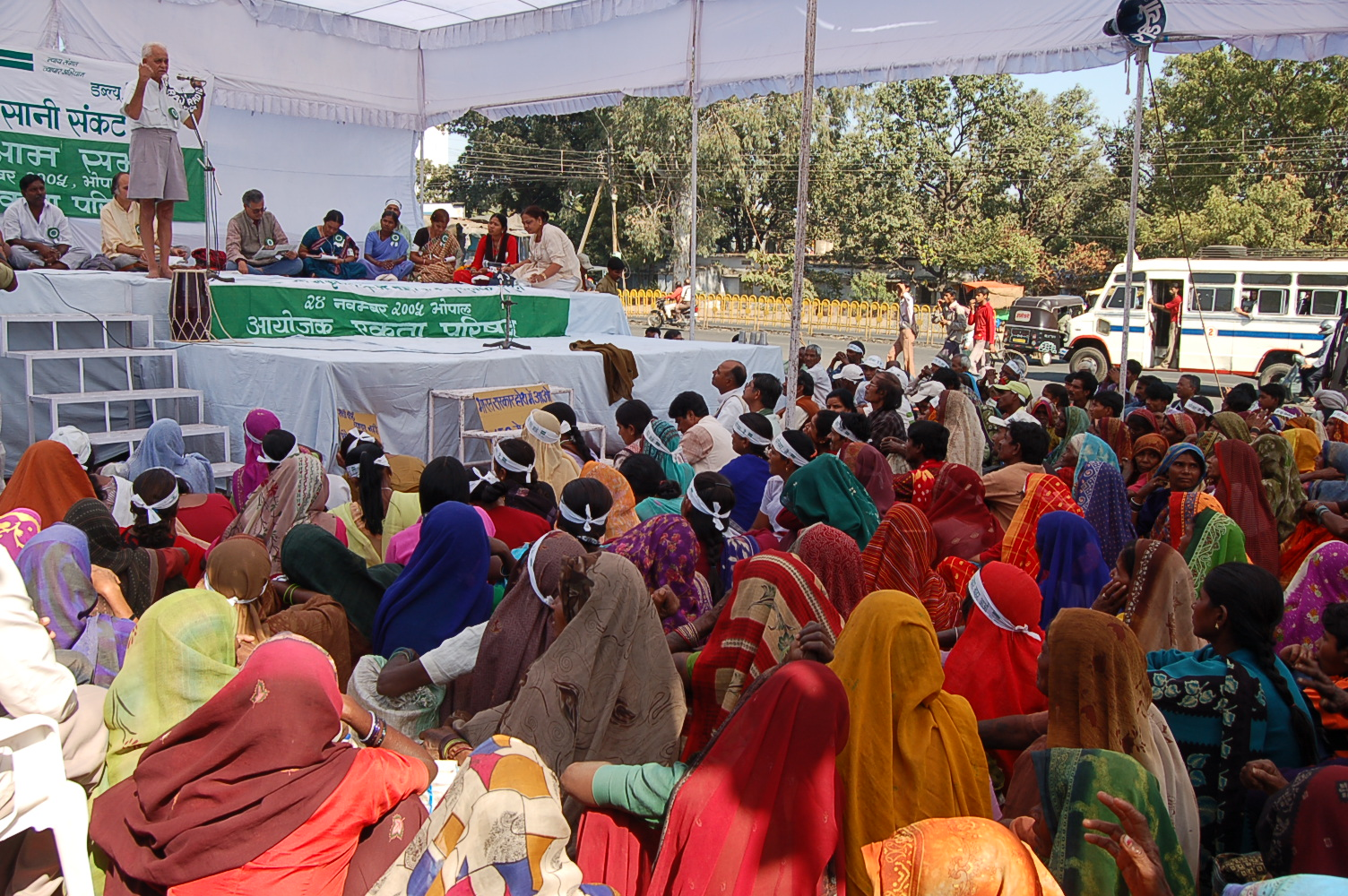
Manifestation d'agricultrices et agriculteurs, Bhopal, Inde, 2005.

L'activité agricole naît au Néolithique, lorsque des hommes mirent systématiquement en terre des semences pour les faire germer, se développer puis en récolter les fruits. Cette activité est généralement liée à la sédentarité.
Le terme de paysan a souvent été associé à celui de vie en autarcie mais depuis la plus haute antiquité, on trouve des tablettes de comptes et des zones de palais liées au stockage des céréales (Assyrie, Crète, Égypte) et le commerce des céréales est devenu vital aussi bien à Athènes qu'à Rome. Il en était de même en Chine, ce qui tend à prouver que dès ces époques les paysans étaient pleinement insérés dans un système de production spécialisé et qu'ils peuvent aussi bien être qualifiés d'agriculteurs.

## Statistiques

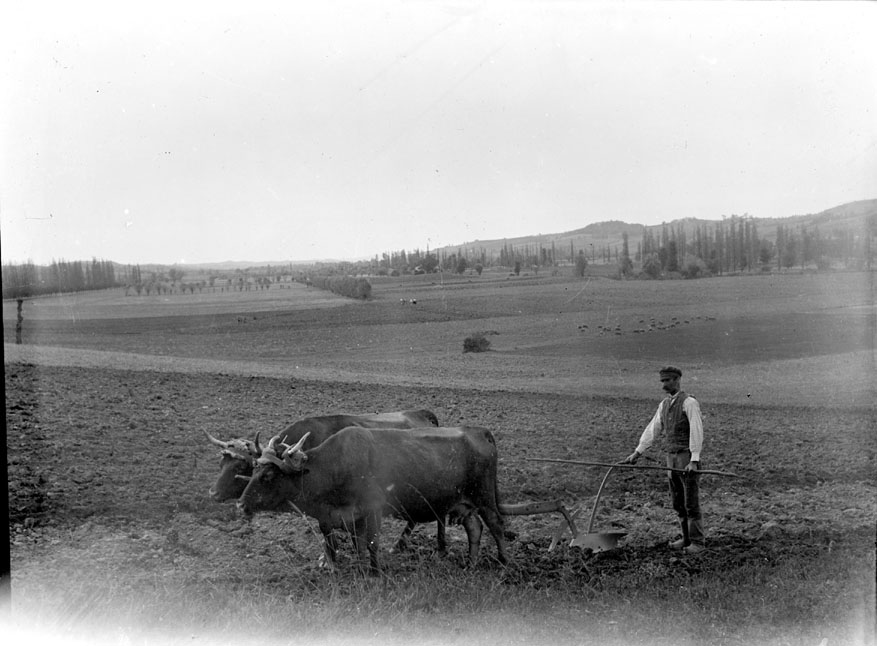
Agriculteur labourant un champ, entre 1859 et 1910.

Dans les pays dits développés, les agriculteurs ne représentent plus qu'une fraction minoritaire de la population active.
Selon les statistiques Eurostat traitant de l'activité agricole quand elle est exercée professionnellement, en 2016, l'Union européenne comptait environ 10,3 millions d'exploitations agricoles pour 445 millions d'habitants dans les 27 pays membres de l'UE, travaillant 156,7 millions d'hectares de terres ou 38,2 % de la superficie totale des terres de l'UE. Environ la moitié de toutes les terres utilisées pour l'agriculture dans l'UE a été cultivée dans à peine quatre États :
- la France (17,8 % du total de l'UE) ;
- l'Espagne (14,8 %) ;
- l'Allemagne (10,7 %) ;
- la Pologne (9,2 %).

Dans les années 1960, les six pays fondateurs de l’UE comptaient six millions d’agriculteurs, mais ce nombre a baissé de plus de moitié depuis lors. Près d'un tiers (31,5 % ou 3,9 millions) de toutes les exploitations agricoles dans l'UE étaient en Roumanie; les trois quarts d'entre elles étaient des fermes de moins de 2 hectares.

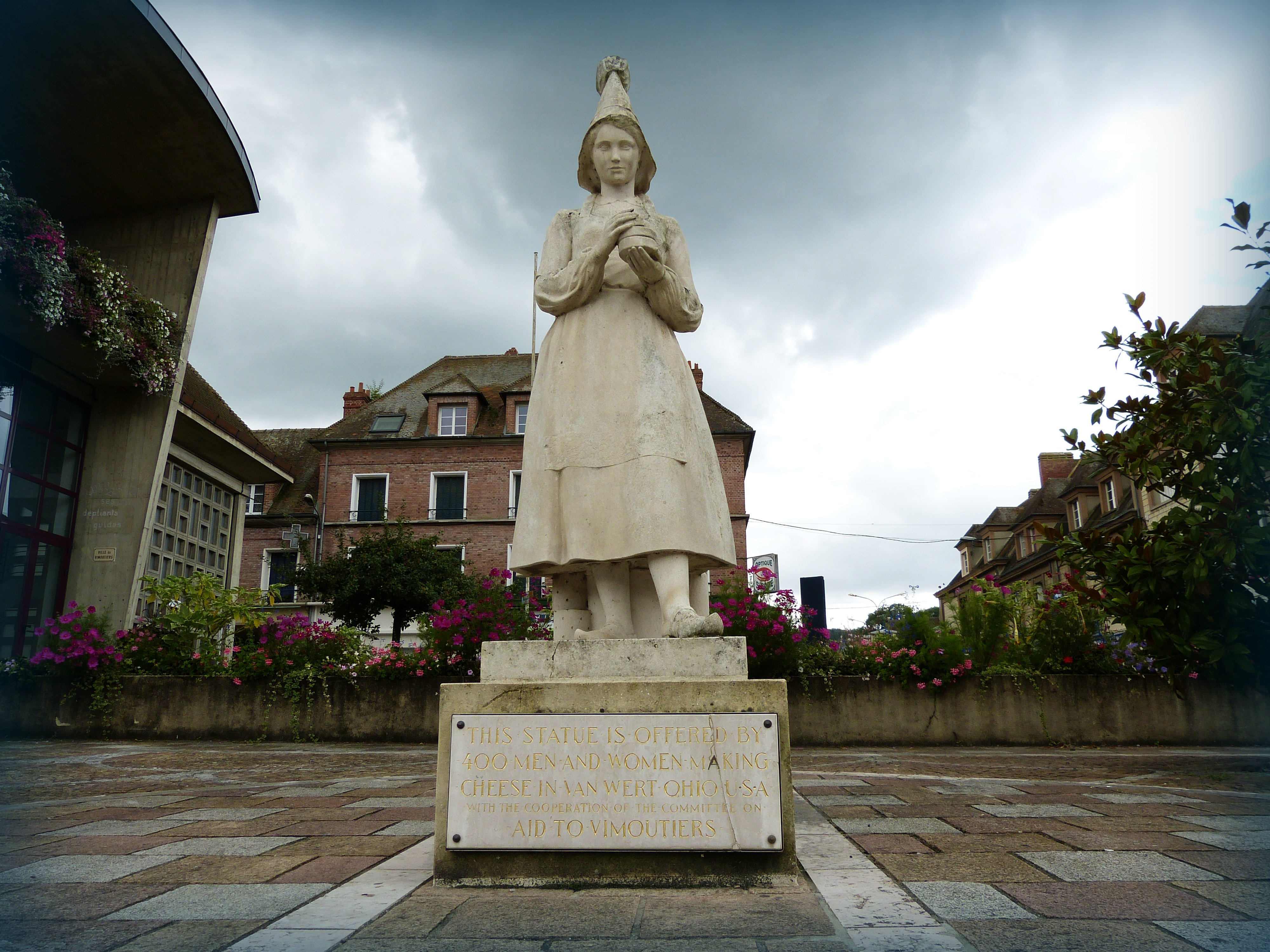
Statue de Marie Harel, inventrice du camembert.

Au niveau de la surface par exploitation agricole, en moyenne, l’agriculteur européen ne possède que douze hectares de terres, et 70 % ont une superficie inférieure à cinq hectares. La surface moyenne est néanmoins plus importante en République tchèque avec 152,4 hectares et au Royaume-Uni avec 90,4 hectares.
La tendance est au vieillissement de la population des agriculteurs dans l'UE, en raison du manque d'attrait que cette profession suscite chez les jeunes, dû en partie à la pénibilité du travail et au peu de revenus que cette profession occasionne pour les petites fermes :
- 30 % des agriculteurs ont plus de 65 ans ;
- 24 % ont entre 55 et 64 ans ;
- 23 % ont entre 45 et 54 ans ;
- 17 % ont entre 35 et 44 ans ;
- 8 % ont moins de 35 ans.

L’agriculture est une activité avant tout familiale dans l’UE, car dans 77,8 % des cas, ce sont les membres de la famille qui reprennent la ferme. La France fait exception à cela, car seules 56,3 % des reprises étaient faites par les membres de la famille. Les revenus variaient également passablement entre les États de l'UE,.
En France, les recensements indiquaient 1,6 million d'agriculteurs en 1970, et 389 000 en 2020. En 2020, 60% des agriculteurs français ont plus de cinquante ans. La surface agricole utilisée représente 49% du territoire français en 2023, contre 62,6 % en 1950. La surface moyenne des fermes augmente de plus en plus : elle est passée de 28 ha en 1988 à 69 ha en 2020.
En Suisse, qui n'est pas membre de l'UE, il y avait en 2013, 55 207 exploitations agricoles, et 6 047 d'entre elles produisaient via une agriculture biologique certifiée. À l'instar de l'UE, il y a eu une diminution des fermes en Suisse, car elles étaient en 1996 au nombre de 79 479. Néanmoins, il n'y avait en 1996 que 3 300 exploitations biologiques. Entre 1996 et 2013, les agriculteurs ayant choisi de s'orienter vers l'agriculture biologique certifiée ont presque doublé.
Indices de la production agricole en Europe centrale et dans l'ex-URSS : 
|                 | Surface moyenne - 1985-1989 | 1989  | 1990  | 1991  | 1992  |
| --------------- | --------------------------- | ----- | ----- | ----- | ----- |
| EUROPE CENTRALE |                             |       |       |       |       |
| Cultures        | 110,3                       | 112,5 | 106,1 | 103,8 | 83,9  |
| Élevage         | 103,7                       | 102,5 | 104,0 | 95,6  | 90,0  |
| Agriculture     | 108,9                       | 110,0 | 106,5 | 102,6 | 90,6  |
| EX-URSS         |                             |       |       |       |       |
| Cultures        | 111,1                       | 114,5 | 116,7 | 94,2  | 104,8 |
| Élevage         | 118,6                       | 125,6 | 125,8 | 116,9 | 101,7 |
| Agriculture     | 116,4                       | 120,6 | 120,2 | 105,1 | 100,6 |

Aujourd'hui[Quand ?], 25 % des exploitations agricoles françaises sont dirigées par des femmes, contre 8 % en 1970.
Encore aujourd'hui, le milieu de l'agriculture reste masculin dans les mœurs françaises.

## Sociologie

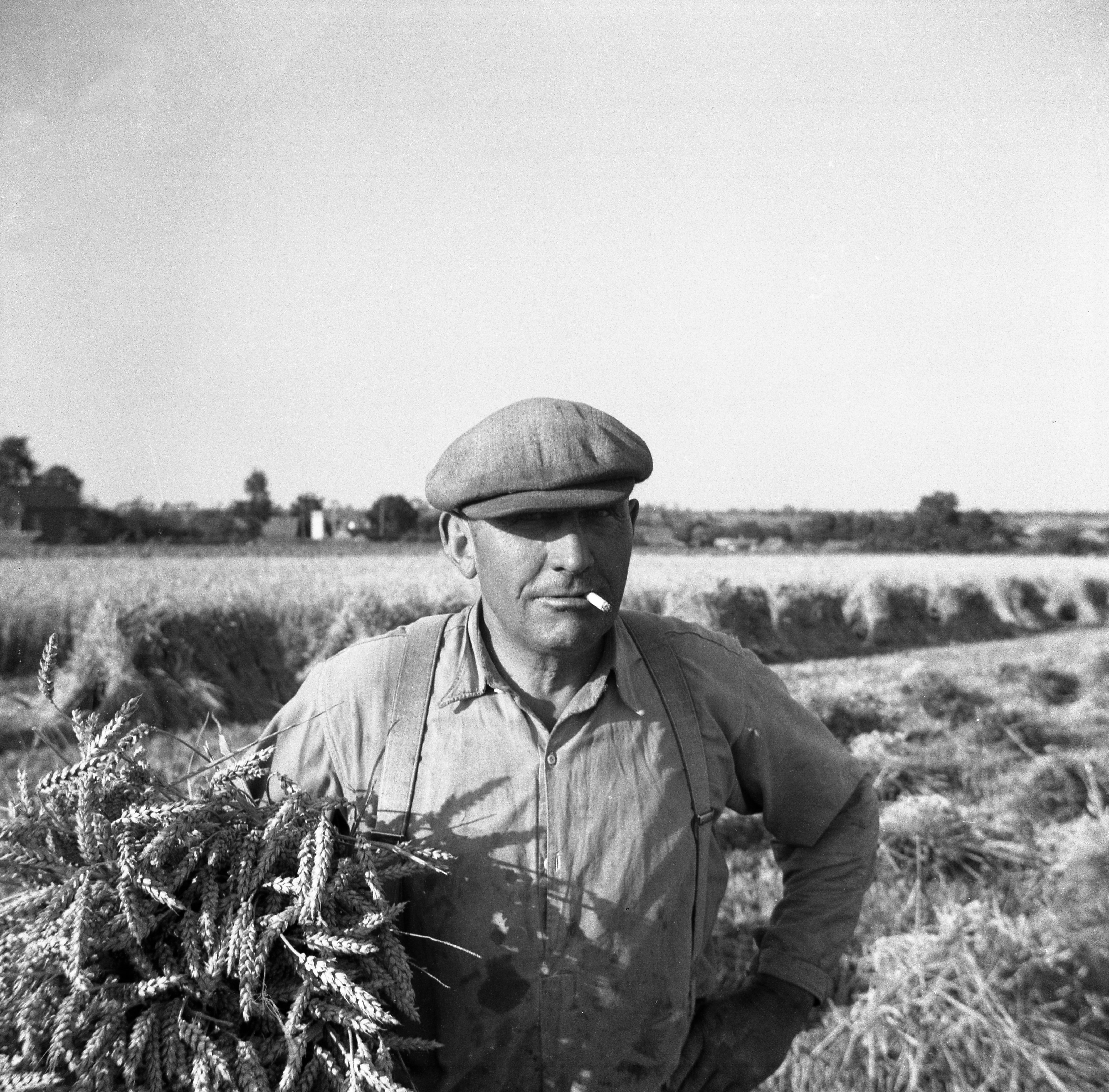
Cultivateur durant une moisson en 1957 à Ruminghem (Pas de Calais).

Le mode d'exploitation du sol et la division des propriétés ont souvent contribué à façonner l'organisation sociale d'une région et sa culture, ses mentalités et ses rapports de force politiques.
On distingue les métayers, les fermiers, les petits propriétaires exploitants et les grands propriétaires exploitants.
Les agriculteurs sont souvent confrontés à des défis sociaux, économiques et environnementaux importants. Étant classés parmi les métiers du développement durable, les agriculteurs ont connu une évolution rapide des pratiques agricoles ces dernières décennies. 

## Statut
On rencontre en France différents types d'exploitations agricoles :
- l'EARL : l'’exploitation Agricole à Responsabilité limitée est une forme de société civile à objet agricole. Elle peut être unipersonnelle et la responsabilité est limitée.

- la SCEA : la Société Civile Agricole est une société à objet civil, qui est libre de constitution. Les associés, de 2 au minimum peuvent être des personnes physiques, majeures ou mineures, ou des personnes morales.

- le GAEC : le Groupement Agricole d’Exploitation en Commun est une société civile agricole de personnes, entre 2 et 10 associés, permettant à des associés la réalisation d’un travail en commun dans les mêmes conditions que les exploitations à caractère familial.

## Formations
Enseignements agricoles:
- le brevet d'études professionnelles agricole

diplôme de niveau V.
L'admission: après une classe de troisième, un Certificat d'aptitude professionnelle ou encore un Certificat d'aptitude professionnelle agricole.
La formation dure deux ans.
- le baccalauréat professionnel agricole :

diplôme de niveau IV 
admission: après la classe de troisième, ou CAP
Durée de formation: 3 ans 
- le baccalauréat technologique de niveau IV après une seconde générale ou technologique ou après l'obtention d'un diplôme de niveau V obtenu en deux ans
- le brevet de technicien supérieur agricole de niveau V après un baccalauréat

durée de formation: 2 ans
- ingénieur agricole ou agronome :

diplôme de niveau supérieur. Bac + 5
admission: après un baccalauréat pour ingénieur agricole. Admission sur concours après un baccalauréat +2 pour ingénieur agronome; à la suite d'une classe préparatoire BCPST, à un IUT ou à la suite d'une faculté.
- le baccalauréat sciences et technologies de l'agronomie et du vivant production agricole : diplôme pour pouvoir diriger une exploitation agricole et connaître les bases

Lire les articles détaillés :
- Enseignement agricole en France
- Enseignement agricole au Mali
- Enseignement agricole au Canada (voir Exploitant agricole)

## Dénominations et spécialisations
En France, seule la dénomination « exploitant agricole » est reconnue par l'Insee.
L'agriculteur peut éventuellement fournir, à la population, sa production agricole sous un facteur économique. En France, on l'appelle aussi, d'une manière réductrice pour certains : « producteur ».
L'INSEE désigne un agriculteur selon sa spécialisation agricole principale :
- céréalier, agriculteur qui cultive des céréales (blé, orge, etc.) ;
- patatier, agriculteur mettant en œuvre des monocultures de pommes de terre (fécules, consommation ou plants) ;
- betteravier, agriculteur mettant en œuvre des monocultures de betterave (pour le bétail ou le sucre) ;
- éleveur, agriculteur élevant du bétail :
  - éleveur laitier (bovin, ovin, caprin);
  - éleveur bovin ;
  - éleveur porcin ;
  - éleveur ovin ;
  - éleveur caprin ;
  - éleveur équin ;
  - aviculteur ;
  - ostréiculteur ;
  - apiculteur ;
- viticulteur ;
- maraîcher ;
- horticulteur :
  - floriculteur ;
  - pépiniériste ;
- sylviculteur ;
- myciculteur ;
- arboriculteur agriculteur qui cultive des arbres, qu'ils soient fruitiers (oliviers, pommiers, etc.) ou d'ornement.

## Organisation de la profession
- Syndicats agricoles
- Chambres d'agriculture, regroupées dans l'Assemblée Permanente des Chambres d'Agriculture (APCA)
- Sociétés coopératives agricoles (dont les Coopérative d'utilisation de matériel agricole)
- Mutualité sociale agricole (MSA)
- Groupama
- Crédit agricole

Par ailleurs, les agriculteurs bénéficient des services d'organismes de protection sociale et de réseaux bancaires qui accordent des prêts spécifiques à leur profession (Confédération nationale de la mutualité, de la coopération et du crédit agricoles).
Laurence Marandola est une agricultrice française, porte-parole de la Confédération paysanne depuis mai 2023. Elle est la première femme de l'histoire du syndicat à occuper ce rôle seule. Brigitte Allain avait été élue porte parole avant elle en 2004.
Voir aussi : Société d'intérêt collectif agricole

## Santé
L'agriculteur, du fait de son métier, est exposé à des risques particuliers notamment concernant sa santé.
On distingue généralement deux types de risques :
- ceux liés à la conduite d'engins agricoles et les risques d'accident du travail. Cela concerne le premier risque d'accident de travail en termes de fréquence et de gravité. La conduite des machines agricoles sur les terres parfois pentues avec des conditions météorologiques souvent peu favorables peut être un risque pour ce métier. C'est pourquoi les connaissances nécessaires en mécanique sont nécessaires pour l'agriculteur qui doit entretenir ses machines de façon très régulière pour prévenir ces risques. L'agriculteur peut être muni également d'un équipement de protection.
- les risques induits par l'exposition directe et/ou indirecte aux pesticides (fongicides, insecticides, désherbants, limacides, fumigants, etc.) à de nombreux biocides désinfectants (ou antiparasitaires dans le cas des éleveurs) et à des allergènes (pollens, poils et plumes et acariens d'animaux, spores de champignons (moisissures, notamment d'ensilages).

À l'heure actuelle, seuls les détenteurs d'une certification pour la capacité à épandre des produits chimiques peuvent se permettre de traiter les parcelles. C'est le Certiphyto, qui est valable cinq ans et qui peut s'obtenir en suivant une formation d'une demi-journée ou plus.
Les agriculteurs sont aussi plus exposés que d'autres au dioxyde d'azote (NO2), à l'hydrogène sulfuré (H2S), à l'ammoniac (NH3), au dioxyde de carbone (CO2) au méthane (CH4) issus de la fermentation. De même pour les nitrates et leurs émanations. Ainsi, selon le gouvernement canadien, selon les lieux, de 20 à 90 % des employés et des familles d'agriculteurs canadiennes sont affectés de toux ou d'expectorations anormales (avec ou sans obstruction des voies respiratoires). Des alvéolites allergiques sont fréquentes chez les personnes en contact avec des végétaux moisis. Des symptômes de bronchite chronique sont détectés chez plus de 50 % des porchers et des manutentionnaires de grain. La « maladie du poumon de fermier » est une réaction allergique à l’inhalation de poussières ou spores venant des pailles, foins et grains ou feuilles moisies manipulées par les agriculteurs. Des maladies résistantes aux antibiotiques distribués aux porcs sont aussi détectées chez des porchers.
Des guides de prévention existent pour réduire ces risques, encourageant notamment le port de masques et d'équipements de protection individuelle (EPI), et des mesures d'hygiène appropriées.
Les salariés agricoles, intérimaires et saisonniers notamment sont plus mal suivis que les populations salariées de l'industrie. En France, la Mutualité sociale agricole est chargée du suivi de la santé des agriculteurs.
En France Santé publique France a créé un programme national de surveillance : le COSET – (Cohortes pour la surveillance de la santé et relation avec le travail) portant sur la santé et les risques professionnels des salariés, exploitants et conjoints collaborateurs, avec un bilan en 2018 sur la santé mentale, la maladie de Parkinson, l'exposition aux pesticides (et le chlordécone en outre-mer) alors qu'une étude épidémiologique Coset-MSA  lancé fin 2017 (questionnaire en ligne) avec la Mutualité sociale agricole est encore en cours (suivi de la cohorte prévu sur plusieurs années). Elle vise notamment à repérer les situations les plus à risque, pour prioriser et mieux cibler la prévention. Les résultats sont attendus à partir de fin-2019.

## Retraites
Le niveau des retraites des agriculteurs demeure très faible. La pension moyenne, au terme d’une carrière complète, est de 730 euros par mois. Le patrimoine dont disposent les paysans ne permet pas forcément de compenser ces faibles pensions, surtout s’ils sont très endettés.
D'après la journaliste Sophie Chapelle, paradoxalement, « les cotisations sociales continuent d’être perçues comme une charge par une partie du monde agricole, alors que leur niveau de vie une fois à la retraite en dépend. Cette perception est favorisée par des banques ou des publicités dans la presse agricole qui encouragent des exploitants à des stratégies d’optimisation fiscale - changer de tracteur pour payer moins d’impôts par exemple - en vue de réduire le revenu disponible sur lequel sont prélevées les cotisations. »
D'importantes inégalités subsistent entre les femmes et les hommes. La pension de base et complémentaire des anciens chefs d’exploitation pour une carrière complète est en moyenne de 855 euros par mois alors que celle dont bénéficient leurs conjoints collaborateurs, qui sont pour la plupart des femmes, est en moyenne de 597 euros. Soit un montant inférieur de 30 %. L'absence de reconnaissance du statut des conjointes comme travailleuses agricoles contribue à les pénaliser au moment du calcul de leur retraite.
En février 2017, à l'initiative du député André Chassaigne, l'Assemblée nationale vote un niveau de retraite garanti à 85 % du Smic. En mai 2018, le gouvernement d’Édouard Philippe dépose un amendement pour bloquer le vote : « L’amélioration des petites pensions agricoles ne peut être envisagée indépendamment des autres évolutions qui affectent notre système de retraites », explique le gouvernement.

### Autres difficultés en 2023

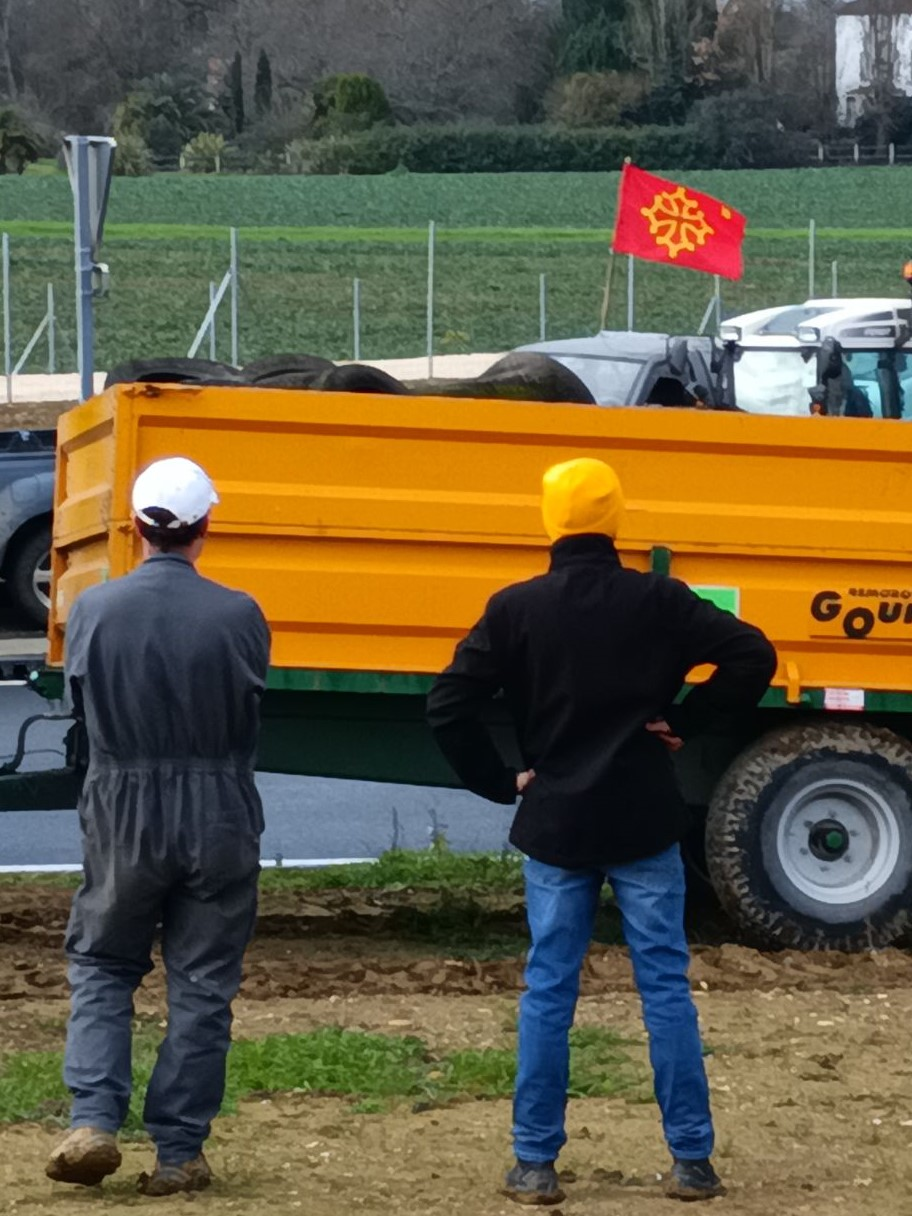
Manifestation d'agriculteurs occitans, Agen (Lot-et-Garonne), 22 janvier 2024

À la suite des difficultés rencontrés en 2023 notamment sur la politique agricole de l'Union Européenne ainsi que ses différentes mesures en faveur de l'écologie, ceux-ci ont décidé de retourner des panneaux dans différentes communes pour exprimer leurs colères,,, étant soutenus dans leurs actions notamment par le maire de Mayet (Sarthe), Pierre Ouvrardet continuant dans d'autres communes en Loire-Atlantiquepuis Normandie, les viticulteurs également, reprochant au gouvernement à la suite de la guerre en Ukraine mené par Vladimir Poutine de laisser aussi l'inflation de manière insupportable monter en flèche.
À la suite de ce Mouvement des panneaux signalétiques retournés commencé depuis le 11 novembre 2023, le pouvoir français craint le retour du Mouvement des Gilets jaunes en sommeil ceci depuis mars 2019, celui-ci aussi ayant commencé à peu près cinq ans avant le 17 novembre 2018, le mouvement étant appelé lui 'Mouvement des gilets verts' par certains médias français,, le mouvement ayant commencé également en Allemagne il y a plusieurs semaines, ceux-ci risquant ensuite de bloquer Paris si la situation ne se débloque pas très rapidement, faisant craindre de graves troubles sociaux avec blocages et défilés puis à l'instar de ce qui s'était passé aussi en Mai 68.